# Québec Amérique

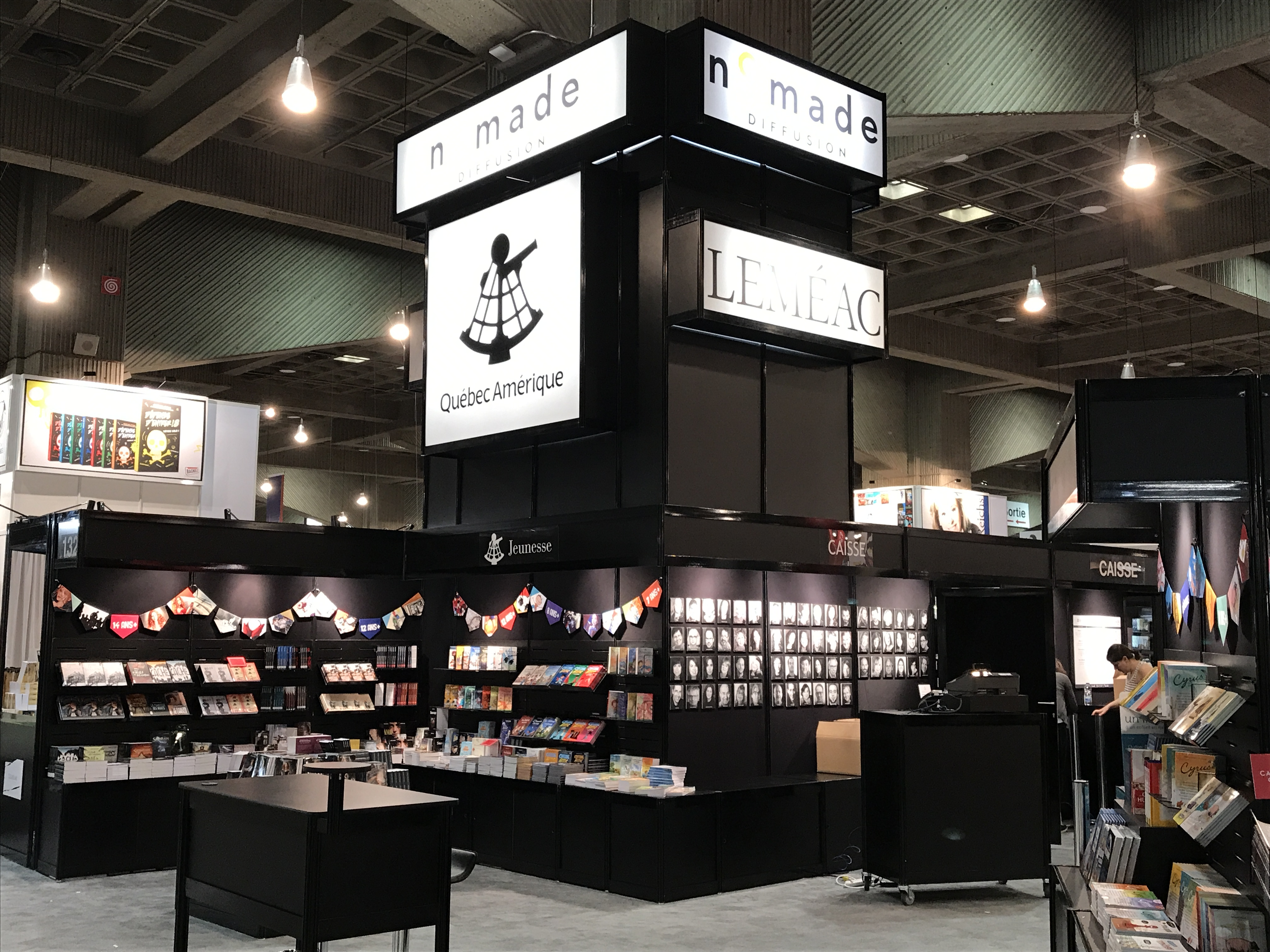
Stand Québec Amérique au Salon du livre de Montréal 2017

Les éditions Québec/Amérique sont une maison d'édition québécoise fondée à Montréal en 1974 par Jacques Fortin. Aujourd'hui, la maison est dirigée par Caroline Fortin qui en a repris la direction en 2021.
Initialement conçue pour publier livres et dictionnaires, la maison d'édition publie également, depuis 1997, des logiciels (Le Multidictionnaire de la langue française, Le Visuel, etc.). L'actionnaire principal en est le groupe Québec-Amérique, une société de portefeuille constituée en 1989.
Les éditions Québec/Amérique éditent également des collections destinées à la jeunesse sous le nom de « Québec Amérique Jeunesse ». Le catalogue Québec Amérique Jeunesse propose plusieurs collections : Albums, Mini-Bilbo, Bilbo, Gulliver, Contes pour tous, Anne, Titan, Titan +, et Suggestions lectures.